# Северные крестовые походы
Се́верные кресто́вые похо́ды (Балтийские крестовые походы) (1198—1411) —   войны  немецких, датских и шведских рыцарей против  языческих племен: финских племён (финнов, карелов, ливов, эстов), славян (бодричей, поморян, лютичей), балтийских народов (пруссов, куршей, земгалов и жемайтов). Номинальной целью походов было распространение христианства в его западном варианте.  Иногда к Северным крестовым походам относят[кто?] военные кампании шведских и германских рыцарей против православных русских княжеств. Северный крестовый поход официально начался в 1193 году, когда Папа римский Целестин III призвал к христианизации язычников Северной Европы, хотя ещё до этого скандинавские королевства и Священная Римская империя уже вели военные действия против северных народов Восточной Европы.
Захваченные земли в славянском Поморье, Пруссии, Юго-Западной Финляндии, Западной Карелии активно колонизировались, на них образовывались новые государственные структуры, как, например, немецкие герцогство Мекленбургское, маркграфство Бранденбургское, владения Тевтонского и Ливонского духовно-рыцарских орденов, активно участвовавших в завоеваниях. Коренное население подвергалось насильственной христианизации и нередко прямому истреблению. На завоёванных крестоносцами территориях, иногда на месте прежних поселений, возникали новые города и укрепления: Рига, Берлин, основанные немцами, Ревель — датчанами, Выборг — шведами и др. Некоторые из них, как, например, Рига, были важными форпостами Католической церкви, резиденциями архиепископов.
Не всех своих целей крестоносцы достигли: Великое княжество Литовское и Жемайтия смогли отстоять свою независимость.
Далеко не все военные события Северных крестовых походов считались крестовыми походами в Средние века, некоторые из них были названы крестовыми походами только в XIX веке национальными историками на волне национал-романтизма.

## Предыстория
После захвата франкским королём Карлом Великим Саксонии была установлена северо-восточная граница по «Саксонскому валу». В XII веке началась колонизация немцами южной Прибалтики.
Военная кампания против полабских славян (которых немцы называли вендами), населявших северные и восточные части современной Германии, прошла в 1147 году.
Захват и колонизация восточной Прибалтики начались в самом конце XIII века и продолжались до XVI века.

## Ливонский крестовый поход
В XII веке земли современных Эстонии, Латвии и Литвы были языческим клином между территориями, на которых утвердилось христианство. В 1192 году папа Целестин III объявил крестовый поход против балтийских язычников. В результате на восточных берегах Балтийского моря появились государства рыцарских орденов.
Населявшие Прибалтику ливы и латгалы платили дань Полоцкому княжеству, эсты — новгородцам, и утверждение крестоносцев на этих землях угрожало влиянию русских князей. В 1203 году начались военные столкновения между меченосцами и Полоцком, в 1217 — между Орденом и Новгородом. Русским войскам не удавалось брать немецкие крепости, а крестоносцы постепенно овладели обороняемыми русскими Кукейносом, Герсике, Феллином и Юрьевым. В 1232 римский папа Григорий IX призвал крестоносцев к наступлению на новгородские земли в целях воспрепятствования колонизации новгородцами Финляндии. В ответ на немецкие набеги Ярослав Всеволодович Новгородский вторгся во владения ордена и разбил его в сражении на Омовже (1234).

## Прусский крестовый поход

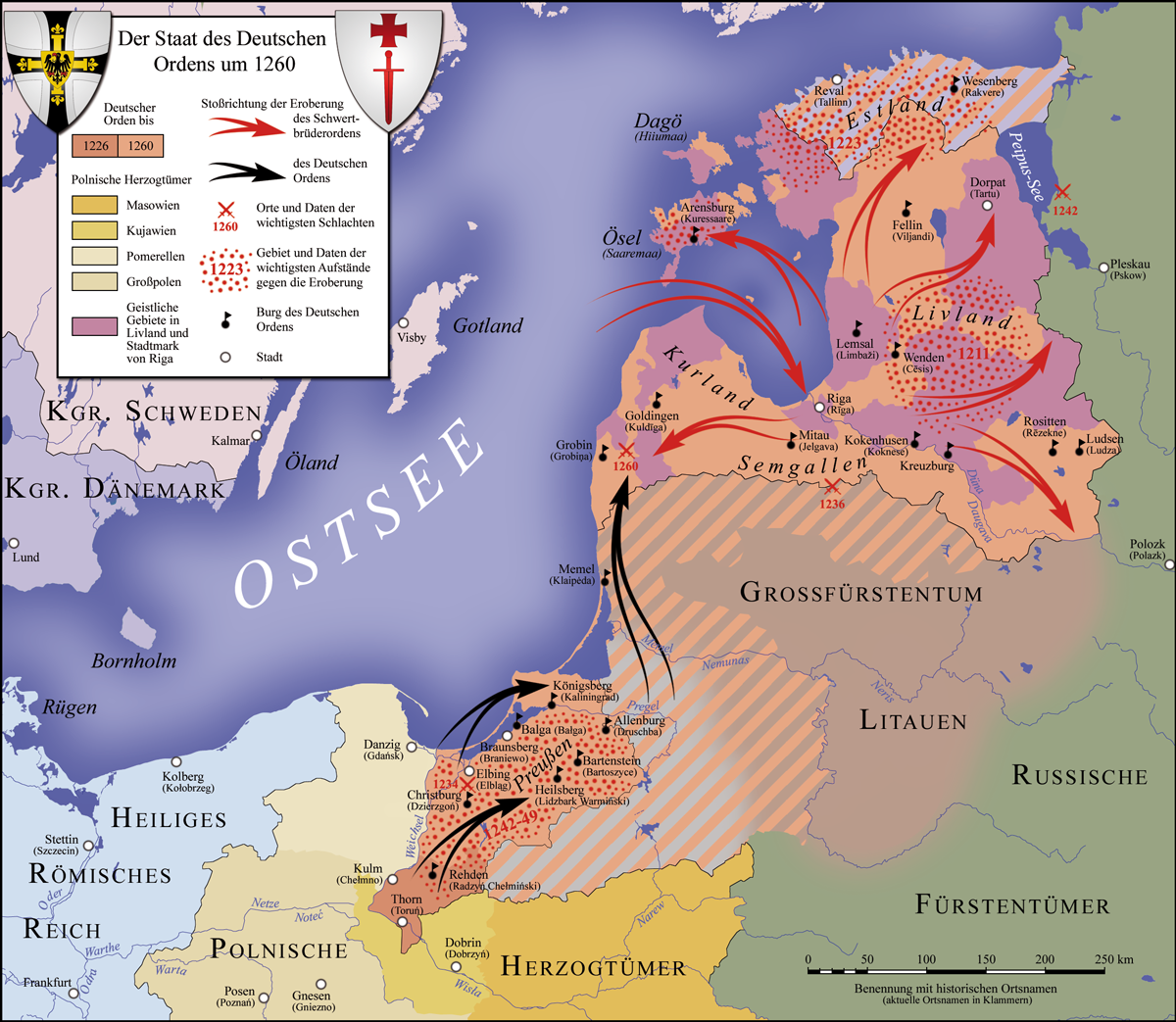
Приобретения Тевтонского ордена в Пруссии, в 1237 году при его объединении с Ливонским орденом в Курляндии и Лифляндии, и в 1260 (затененным обозначены районы борющихся территорий в Пруссии и Самогитии)

В 1217 году римским папой Гонорием III был объявлен крестовый поход против прусских язычников, на земли которых претендовал правитель Польши Конрад I Мазовецкий. В 1225 году князь попросил помощи у тевтонских рыцарей, обещав им владение городами Кульм и Добрынь, а также сохранение за ними захваченных территорий. В результате на южном побережье Балтийского моря утвердился Тевтонский орден.

## Крестовый поход против жемайтов
19 февраля 1236 года Папа объявил первый крестовый поход против жемайтов. В Ливонию прибыло мощное подкрепление — 2000 саксонских рыцарей и 200 дружинников из Пскова. Поход закончился разгромом при Сауле, вхождением остатков Ордена меченосцев в состав Тевтонского ордена и уступкой северной Эстонии датчанам.

## Шведские крестовые походы и ливонский поход на Русь

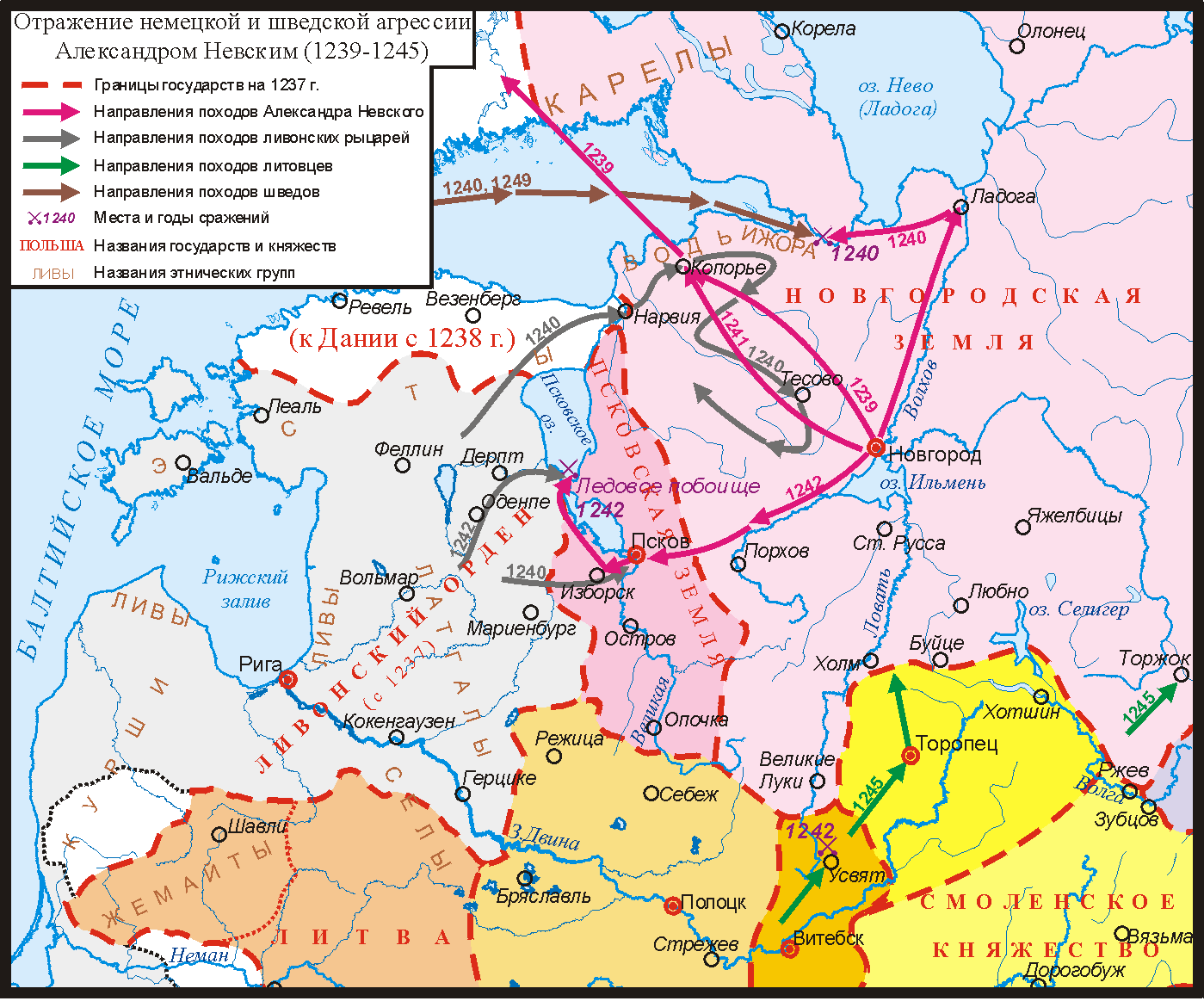
Карта 1239—1245

После объединения меченосцев с Тевтонским орденом (1237) и ослабления Владимиро-Суздальского княжества в ходе монгольского нашествия (1237—1239) были спланированы совместные действия по обеспечению христианизации Финляндии, в том числе атака на Новгород. В 1240 году шведы на Неве (разбиты 15 июля 1240) и ливонцы при поддержке Дании (захват Пскова в августе 1240, поражение на Чудском озере 5 апреля 1242) потерпели поражения от князя Александра Ярославича Невского.
Впоследствии Финляндия была окончательно присоединена Швецией (1250), пограничные конфликты с новгородцами продолжались.

## Крестовые походы на Литву
По сведениям папских булл и позднейших сообщений Яна Длугоша, в 1255 году Миндовг совершил поход на польский город Люблин и сжёг его, а уже 7 августа 1255 года папа римский Александр IV объявил в Польше, Чехии и Австрии крестовый поход против Литвы. Впоследствии крестовые походы против Литвы объявлялись папой также в 1257, 1260 и 1261 годах.

## Крестовый поход на Новогрудок
В 1314 году был организован большой поход на Новогрудок. Пройдя около 400 километров и оставив по дороге 2 склада с провиантом, войска крестоносцев атаковали Новогрудок и сожгли город. Замок взять не удалось. На обратном пути Генрих фон Плоцке обнаружил, что склады, оставленные им были разграблены отрядом Давида Городенского. С большими потерями от голода Генриху фон Плоцке и остаткам его армии удалось добраться домой.

## Битва на Ворскле
Витовт решил воспользоваться разгромом хана Золотой Орды Тохтамыша Тамерланом (1396), чтобы распространить своё влияние на Золотую Орду (поддержав Тохтамыша) и Северо-Восточную Русь. Витовт также спланировал раздел северорусских земель с Тевтонским орденом: Витовту — Новгород, Ордену — Псков. В результате Витовт попал в очень тяжёлое положение, лишившись союзников в русских княжествах, а затем и потерпев сокрушительное поражение от Едигея и Темир-Кутлуга на Ворскле.

## Великая война

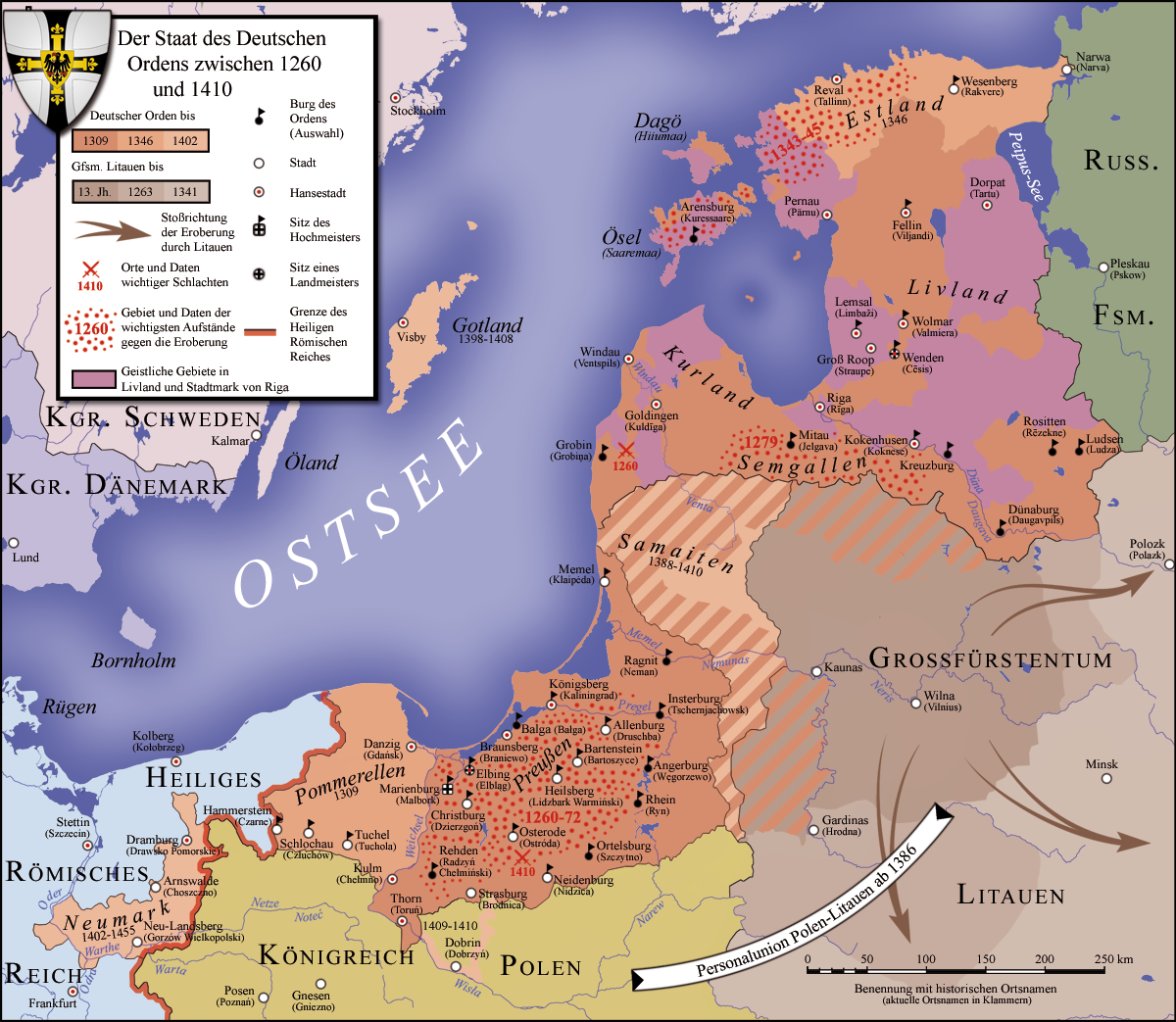
Государство Тевтонского ордена и его границы с Великим княжеством Литовским 1260—1455

6 августа 1409 года великий магистр ордена Ульрих фон Юнгинген объявил войну Польскому Королевству и Великому княжеству Литовскому. К началу 1410 года орденские войска насчитывали 51 хоругвь, польская армия насчитывала 42 польских хоругви, 7 русских и 2 хоругви наёмников, литовская — 40 хоругвей, в том числе 36 русских, 7 из которых носили названия белорусских городов (Лидская, Полоцкая, Витебская, Пинская, Новогрудская, Брестская, Волковысская). 15 июля 1410 года состоялось решающее сражение Великой войны — Грюнвальдская битва, решившая исход войны в пользу союзников. В феврале 1411 года в городе Торунь Польша и Великое княжество Литовское заключили с Тевтонским орденом мирный договор, по которому орден возвращал все занятые ранее у Польши и Литвы территории и выплачивал контрибуцию.